# Sceloporus woodi
Sceloporus woodi är en ödleart som beskrevs av  Leonhard Hess Stejneger 1918. Sceloporus woodi ingår i släktet Sceloporus och familjen Phrynosomatidae. IUCN kategoriserar arten globalt som nära hotad. Inga underarter finns listade i Catalogue of Life.
Arten kännetecknas av mörka längsgående strimmor på varje kroppssida. Hanar har en blå fläck på varje sida av strupen som har en svart kant. Ytterligare blå fläckar förekommer på varje sida av buken. Deras mörka kant är ibland otydlig.
Sceloporus woodi har flera från varandra skilda populationer i Florida. Habitatet utgörs av buskskogar och av citrusodlingar. Arten föredrar ställen där enstaka ekar eller tallar ger skugga. Ödlan vistas främst på marken men den klättrar ibland på trädstammarnas låga delar.
Födan utgörs av leddjur som myror, skalbaggar och spindlar. Fortplantningstiden sträcker sig från mars till juni. Äldre honor kan lägga ägg fem gångar under tiden. Vid varje tillfälle läggs 2 till 8 ägg. De nykläckta ungarna blir efter 10 till 11 månader könsmogna.